# Gazzo (Bardi)
Gazzo è una frazione del comune di Bardi, in provincia di Parma.
La località dista 3,07 km dal capoluogo.

## Geografia fisica
Il borgo appenninico sorge alla quota di 817 m s.l.m. sul versante sinistro della val Ceno, ai piedi dei monti del Gruppo del Lama. A pochissima distanza si trova la piccola località di Cogno di Gazzo, posta alla quota di 850 m s.l.m.

## Storia
Le più antiche tracce della presenza umana nella zona del monte Lama risalgono al Paleolitico medio, quando gli antichi cacciatori utilizzavano i diaspri per la produzione di lame e altri utensili; le rocce, molto robuste e taglienti, continuarono a essere estratte ininterrottamente fino all'età del rame per la realizzazione di pugnali e punte di frecce, mentre in seguito la ricca presenza di steatite e pirite attirò l'interesse anche dei Liguri.
Il territorio era sicuramente abitato in età romana; a tale epoca risalgono infatti le tracce di una fornace, rinvenute nella località di Cogno.
I due vicini borghi di Gazzo e Cogno di Gazzo si svilupparono in epoca medievale lungo la via dei Monasteri, percorso alternativo alla via di Monte Bardone utilizzato dai pellegrini diretti a Roma dal nord Europa.
Nel piccolo centro di Gazzo fu edificata entro gli inizi del XIV secolo la primitiva cappella di Sant'Andrea.

## Monumenti e luoghi d'interesse

### Oratorio di Sant'Andrea

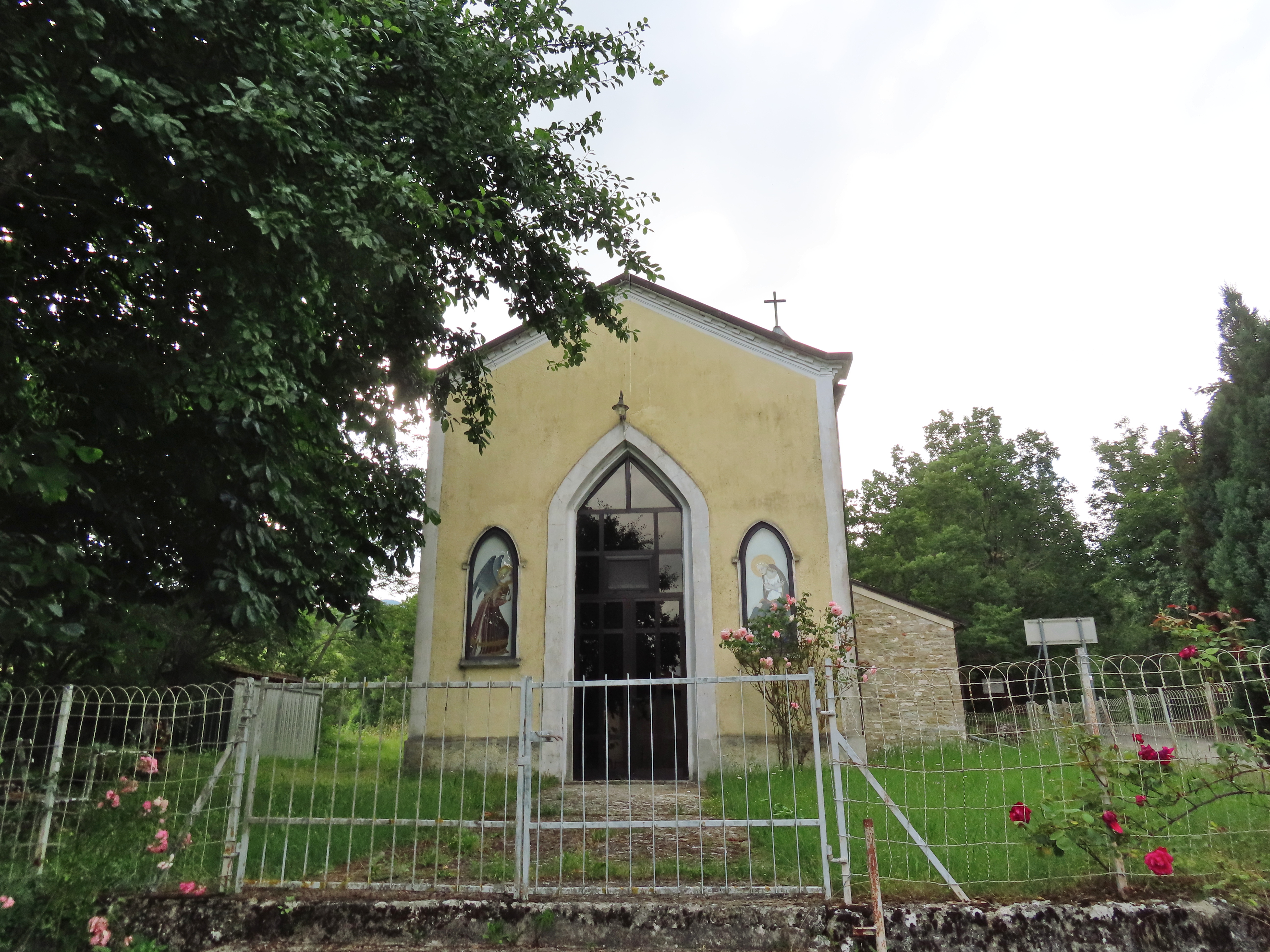
Oratorio di Sant'Andrea

Edificato originariamente all'inizio del XIV secolo, l'oratorio fu completamente ristrutturato in forme neogotiche alla fine del XIX. Il piccolo luogo di culto, caratterizzato dalla facciata a capanna col portale d'ingresso ad arco ogivale, si sviluppa su un impianto a navata unica, suddivisa in due campate coperte da volte a crociera; il presbiterio absidato accoglie l'altare maggiore a mensa in marmo bianco.